# Natalis Pinot

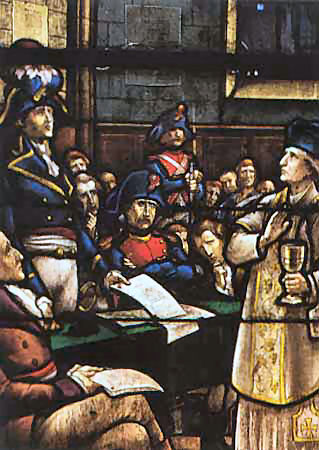
Darstellung der Verurteilung von Natalis Pinot auf einem Glasfenster in der Kirche von Le Louroux-Béconnais (1919)

Natalis (Noël) Pinot (* 19. Dezember 1747 in Angers, Frankreich; † 21. Februar 1794 ebenda) war ein französischer Priester und Märtyrer.
Nach seiner Ordination 1771 war Pinot als Vikar in Bousse und Corzé (ab 1776) tätig. 1781 wurde er Seelsorger am Hospital für unheilbar Kranke in seiner Geburtsstadt Angers. Ab 1788 wirkte er als Pfarrer in Le Louroux-Béconnais.
Pinot verweigerte den Eid auf die Zivilverfassung des Klerus der Französischen Revolution und verurteilte seinen Bischof, der den Eid geleistet hatte; daraufhin wurde der Pfarrer seines Amtes enthoben. Als er drei Jahre später wieder zurückkehrte, wurde er bei der Feier einer heiligen Messe festgehalten, nach Angers gebracht und dort am 21. Februar 1794 öffentlich enthauptet.
Pinots Seligsprechung erfolgte am 10. Oktober 1926 durch Papst Pius XI. Sein Todestag, der 21. Februar, wird von der Diözese Angers als Festtag begangen.